# 大環山
大環山（英語：Tai Wan Shan）是香港紅磡區的一個山丘，因山丘東面的大灣誤譯為大環而得名，位於九龍大環。大環山原山麓範圍位於現今佛光街至德安街一帶，原山峰高248英尺（75米），位於現今西九龍交通行動基地旁之紅磡道；現高15米，位於和黃公園內。
大環山早於19世紀末已成為石礦場。北面建有1899年開業的青洲英泥廠，南面建有1881年開業的黃埔船塢。 大環山上建有九龍東二號炮台，建於19世紀末期，於1911年停用。東南面海角建有九龍船塢炮台（現今德安街和環海街交界），炮台建於1880年，至1905年所有大炮被移走。
1911年的人口普查指，大環有97名華人居民，比紅磡三約及老龍坑村少很多。1920年代，戴安街以南的山體已被平整，戴亞街、大環道通車，東面大環灣村落陸續被多幢船塢外籍職員宿舍、船塢俱樂部和草坪所取代，海濱有一沙灘，設有海浴場，環境優美。1954年重新啟用至1960年代中（現今大環山公園），紅磡三約街坊亦曾在對開海面舉辦龍舟、遊艇競賽。1940年，東北面新填地建有中華電力鶴園發電廠，其後1948年大元紗廠亦遷到大環。1950年代初，國內難民陸續於大環山的東面和西面聚居，成為大環山村木屋區，居民以海陸豐人為主，主要從事打石或在附近的工廠工作，亦有貧民野居在舊炮台的洞穴內。1954年12月20日，大環山西面的木屋區發生火災，焚毀600間木屋，香港政府於1955年夷平山坡以興建徙置區。1956年，共有4座7層樓高大廈的大環山徙置區落成。
1950-1980年代，大環山成為政府石礦場，山體由北向南逐步移平。現時已成為1987年通車的紅磡道及1991年啟用的和黃公園的所在地。1970-1980年代，英泥廠逐步關閉，原址發展成紅磡工廠區。1991年，鶴園街電廠退役停產，原址建成海逸豪園。